# Girlschool
Girlschool je britanski heavy metal sastav koji se ubraja u "New Wave of British Heavy Metal" žanr.
Enid Williams, Kim McAuliffe i Tina Gayle, sve tri iz južnog Londona, osnovale su 1975. ženski sastav koji je pjevao obrade pjesama pod nazivom Painted Lady. Poslije mnogobrojnih izmjena članova sastavam promijenile su ime u Girlschool u travnju 1978. Njihov prvi sing Take It All Away objavio je City Records u prosincu 1978. U periodu 1978. – 1982. sastav je imao originalnu postavu. Poslije ranih 1980-ih sastav nije postigao neke značajnije komercijalne uspjehe, ali nastavio je biti inspiracijski izvor za druge 
ženske rock sastave.

## Članovi
Sadašnji članovi
- Kim McAuliffe – vokal, gitara (1978.– )
- Denise Dufort – bubnjevi (1978.– )
- Tracey Lamb – bas gitara (1987. – 1991., 1993. – 2000., 2019.– )
- Jackie Chambers – gitara (1999.– )

Bivši članovi
- Tim Hamill – bas gitara
- Val Lloyd – bubnjevi (1977.)
- Deirdre Cartwright – solo gitara (1977.)
- Kathy Valentine – solo gitara (1977.)
- Enid Williams – bas gitara, vokal (1978. – 1982., 2000. – 2019.)
- Kelly Johnson – gitara (1978. – 1983., 1993. – 2000.; preminula 2007.)
- Gil Weston Jones – bas gitara (1982. – 1987.)
- Cris Bonacci – gitara (1983. – 1992.)
- Jackie Bodimead – vokal, sintesajzer (1984. – 1985.)
- Jackie Carrera – bas gitara (1992.)

## Diskografija
Studijski albumi
- Demolition (1980.)
- Hit and Run (1981.)
- Screaming Blue Murder (1982.)
- Play Dirty (1983.)
- Running Wild (1985.)
- Nightmare at Maple Cross (1986.)
- Take a Bite (1988.)
- Girlschool (1992.)
- 21st Anniversary: Not That Innocent (2002.)
- Believe (2004.)
- Legacy (2008.)
- Hit and Run - Revisited (2011.)
- Guilty as Sin (2015.)

Koncertni albumi
- Girlschool Live (1995.)
- King Biscuit Flower Hour Presents Girlschool (1997.)
- Race with the Devil Live (1998.)
- Race with the Devil (2002.)

EP-ovi
- St. Valentine's Day Massacre (1981.)
- Hard Rock on 12 Inch / Stay Clean (1981.)
- Live and More (1982.) (objavljen u Japanu)
- Wildlife (EP) (1982.)
- 1-2-3-4 Rock and Roll (1983.)

Singlovi (top 100 na UK Singles Chart)
- "Race with the Devil" / "Take It All Away" (1980.) (#49)
- "Hit and Run" / "Tonight" (1981.) (#32)
- "C'Mon Let's Go" / "Tonight (live.)" (1981) (#42)

## Vanjske poveznice
- Služnene stranice
- Girlschool na allmusic.com
- Diskografija na Discogs